# Turze (powiat drawski)
Turze (niem. Thurbruch) – osada w Polsce położona w województwie zachodniopomorskim, w powiecie drawskim, w gminie Czaplinek. W latach 1975–1998 miejscowość administracyjnie należała do województwa koszalińskiego. W roku 2007 osada liczyła 6 mieszkańców. Miejscowość wchodzi w skład sołectwa Machliny. Najbardziej na wschód położona miejscowość zarówno gminy, jak i powiatu.

## Geografia
Osada leży ok. 7 km na wschód od Machlin.